# La Torre Blanca (Olèrdola)
La Torre Blanca és un edifici del municipi d'Olèrdola (Alt Penedès) que forma part de l'Inventari del Patrimoni Arquitectònic de Catalunya.

## Descripció
És una masia inicialment de planta quadrangular i coberta de pavelló, transformada recentment. Galeria superior d'arcs rebaixat sobre columnes poligonals i capitell. Important ràfec. Finestres de brancals, ampits i llindes de pedra. Jardins i altres dependències. S'hi ha afegit, amb molt mal gust, una torre de planta quadrada, un ala lateral i una nova façana, amb la intenció de convertir-la en una masia de planta basilical.